# Halbeinfache Darstellung
Halbeinfache Darstellungen sind ein Begriff aus dem mathematischen Gebiet der Darstellungstheorie.

## Definition
Eine Darstellung heißt halbeinfach, wenn sie die direkte Summe irreduzibler Darstellungen ist.

## Beispiele
- Jede Darstellung einer endlichen Gruppe ist halbeinfach.
- Jede Darstellung einer kompakten Lie-Gruppe ist halbeinfach.
- Jede Darstellung einer halbeinfachen Lie-Gruppe ist halbeinfach.
- Die durch

{\displaystyle \rho (n)=\left({\begin{array}{cc}1&n\\0&1\end{array}}\right)}
gegebene Darstellung {\displaystyle \rho \colon \mathbb {Z} \to SL(2,\mathbb {C} )} ist reduzibel, aber nicht halbeinfach.
- Sei {\displaystyle \Gamma =\langle A,B\mid ABA=BAB\rangle } die Knotengruppe der Kleeblattschlinge und {\displaystyle \xi } eine primitive 12-te Einheitswurzel mit {\displaystyle \xi ^{4}-\xi ^{2}+1=0}. Die durch

{\displaystyle \rho (A)=\left({\begin{array}{cc}\xi &0\\0&\xi ^{-1}\end{array}}\right),\rho (B)=\left({\begin{array}{cc}\xi &1\\0&\xi ^{-1}\end{array}}\right)}
gegebene Darstellung  {\displaystyle \rho \colon \Gamma \to SL(2,\mathbb {C} )} ist reduzibel, aber nicht halbeinfach.